# La Finale
Pour les articles homonymes, voir Finale.
Pour plus de détails, voir Fiche technique et Distribution.
La Finale est une comédie dramatique franco-belge réalisée par Robin Sykes, sortie en 2018.

## Synopsis
Gérant d'un restaurant parisien, Roland Verdi est atteint par la maladie d'Alzheimer. Sa famille est aux petits soins avec lui, sauf son petit-fils, J.B., qui n'a qu'un seul but : jouer sa finale de basket-ball à Paris. Mais les parents de J.B., bloqués ce week-end, lui demandent de surveiller son grand-père. Dès lors, rien ne va se passer comme prévu car J.B. va entraîner Roland avec lui dans son voyage.

## Fiche technique
Sauf indication contraire, les informations mentionnées dans cette section peuvent être confirmées par la base de données cinématographiques Unifrance,  présente dans la section « Liens externes ».
- Titre original : La Finale
- Titre international : In the Game
- Réalisation : Robin Sykes
- Scénario : Antoine Raimbault et Robin Sykes
- Musique : Étienne Forget
- Décors : Mathieu Menut
- Costumes : Élise Bouquet et Reem Kuzamli
- Photographie : Jean-François Hensgens
- Son : Jean-Paul Guirado
- Montage : Jean-Baptiste Beaudoin
- Production : Thibault Gast et Matthias Weber
- Coproduction : Sylvain Goldberg, Serge de Poucques, Nadia Khamuchi et Adrian Politowski
- Sociétés de production : 24 25 Films, UGC Images et France 3 Cinéma ; Nexus Factory et Umédia (coproductions) ; SOFICA A+ Images 8 (association)
- Sociétés de distribution : UGC Distribution (France), Distri7 (Belgique) et JMH Distributions SA (Suisse romande)
- Pays de production :  France,  Belgique
- Langue originale : français
- Genres : comédie dramatique
- Durée : 85 minutes
- Dates de sortie :
  - France : 17 janvier 2018 (festival international du film de comédie de l'Alpe d'Huez) ; 21 mars 2018 (sortie nationale)[1]
  - Belgique : 28 mars 2018
  - Suisse romande : 11 avril 2018

## Distribution
- Thierry Lhermitte : Roland Verdi
- Rayane Bensetti : Jean-Baptiste « J.B. » Soualem
- Émilie Caen : Delphine Verdi-Soualem
- Lyes Salem : Hicham Soualem
- Cassiopée Mayance : Pénélope Soualem
- Stanislas Stanic : Slobodan
- Théo Christine : Olivier
- Mark Grosy : Lucien Montlouis-Felicité
- Anne Macina : Juliette
- Philippe Rebbot : Claude, le père d’Olivier
- Nabil Drissi : l’officiel du match de basket
- Waly Dia : un policier du barrage routier
- Haroun : le barman
- Claudine Acs : Mme Le Mezec, la patiente d'Hicham
- Lelolesque : le vendeur de la sandwicherie
- François Levantal : le directeur des Charmilles
- Élise Larnicol : la propriétaire du chien
- Ged Marlon : le chauffeur du car des retraités
- Clément Aubert : l'homme visitant l'appartement
- Céline Millet : la femme visitant l'appartement
- Sylvain Begert : l'agent immobilier
- Sylvain Savard : Ami de Roland
- Emmanuel Rausenberger
- Nicolas Dromard

## Production

### Tournage
Le tournage a lieu à Lyon et dans la région Auvergne-Rhône-Alpes. Les scènes de la finale de basket sont tournées au palais des sports Marcel-Cerdan de Levallois-Perret. Toutes les scènes se passant dans le pavillon, les rues, l'arrêt de taxi, la librairie ont été tournées dans le lotissement Levit de la Verville à Mennecy dans l'Essonne.

### Musique
- It's a Party! : DJ Low Cut, avec Fran-P
- Non sono Maddalena : Rosanna Fratello

## Promotion
La bande-annonce du film est sortie le 15 février 2018 sur le site Allociné.

## Distinctions

### Récompenses
- Festival international du film de comédie de l'Alpe d'Huez 2018 :
  - Prix d'interprétation masculine pour Thierry Lhermitte
  - Grand prix